# FC Florești
Fotbal Club Florești este un club de fotbal din Moldova cu sediul în Florești, Moldova. În prezent ei joacă în Super Liga, prima ligă a fotbalului moldovenesc.

## Istoric
Florești a fost înființată în 2003. Au jucat în al treilea nivel până când au fost promovați în 2017.  În 2019, au fost promovați în prima divizie.  Au petrecut două sezoane în primul nivel, înainte de a suferi retrograda în sezonul 2021-22.  

## Stadioane
Clubul și-a jucat meciurile de acasă pe Stadionul Izvoare din Florești înainte de a promova în prima ligă, după care a jucat pe Stadionul Dinamo din Bender . 

## Palmares
- Divizia A / Moldovan Liga 1
  - Winners: 2019⁠(d),[3] 2023-24⁠(d)
- Divizia B
  - Winners: 2017⁠(d)[2]